# Křížová cesta (Liběchov)
Křížová cesta v Liběchově na Mělnicku vede od farního kostela svatého Havla severovýchodně na návrší ke kostelu svatého Ducha. Křížová cesta je chráněna jako nemovitá kKulturní památka České republiky.

## Historie

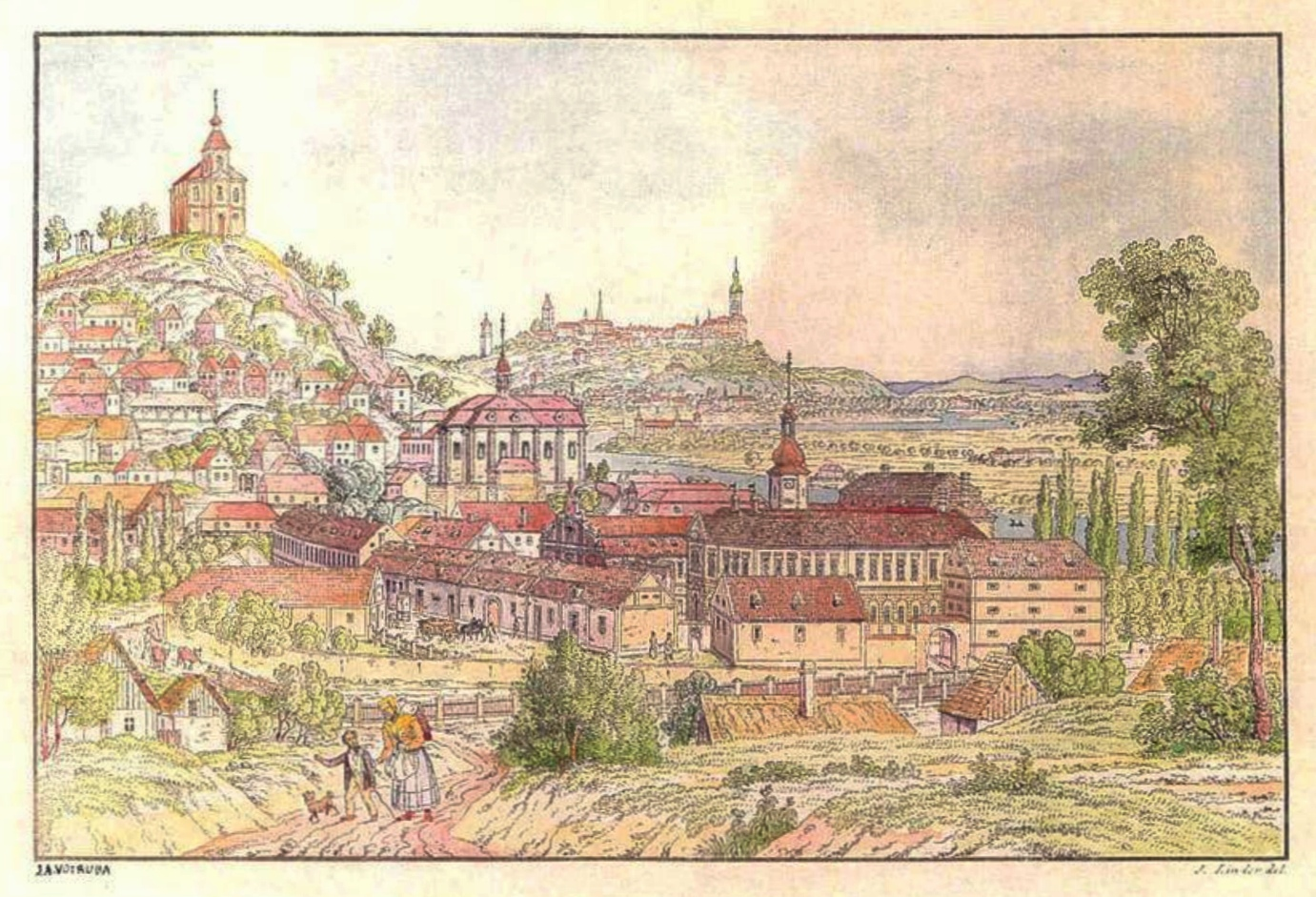
Josef Linder - veduta Liběchova. Vlevo nahoře kaple svatého Ducha s poslední kapličkou křížové cesty.

Křížová cesta byla vybudována v roce 1780 a tvoří ji čtrnáct zděných výklenkových kaplí s pašijovými výjevy. Cesta vychází z místa za kostelem svatého Havla a vede starou viniční cestou a lipovou alejí ke kostelu svatého Ducha.
Původně kamenná kaple svatého Ducha z roku 1654 byla vystavěna z iniciativy hraběte Hyacinta Karla de Villany. Kopec pod kaplí byl upraven italskými mistry terasovitě ve stylu italských zahrad. Poté byla kaple přestavěna a rozšířena na kostel kolem roku 1730. Zvonice kostela je z roku 1823.
Poprvé byl kostel zrušen a odsvěcen roku 1782, podruhé roku 1950. Poté zpustl, jeho vnitřní zařízení chybí. Roku 2015 bylo požádáno o dotace na obnovu všech čtrnácti zastavení křížové cesty a na regeneraci lipové aleje Na kostelíčku, která křížovou cestu doplňuje.